# Zamia hamannii
Zamia hamannii — вид голонасінних рослин класу Саговникоподібні (Cycadopsida).
Етимологія: цей вид названий на честь Грега Хамана, який відкрив його, і який фінансував експедицію, під час якої більшість даних і зразків, що дозволили описові, були зібрані.

## Опис
Кущ або невелике дерево з деревоподібним стеблом до 2,4 м заввишки, діаметром 7.5–20 см, поодинокі, іноді розгалужені біля основи або вершини або обох варіантах. Листки довгочерешкові 106—227 см завдовжки з 5–10 пар листових фрагментів, спочатку трояндово-коричневого або трояндово-рожевого кольору і покриті сріблястим нальотом, стають рожево-оранжевими, у зрілості глянцеві темно-зелені; черешок довжиною 48–110.5 см, від темно-зеленого до майже чорного кольору; листові фрагменти від еліптичних до довгасто-еліптичних, біля основи клиновиді, на верхівці загострені, з краями рівномірно зазубленими в дистальній третині. Чоловічі шишки довжиною 9–12 см, 1,5–2 см у діаметрі, росте поодинці або групами по 2–6, від жовто- до коричнево-жовто-повстяних, від конічно-циліндричних до подовжено-конічно-циліндричних. Жіночі шишки довжиною 11–28 см, 7–9 см в діаметрі, поодинокі, циліндрично-кулясті, спочатку жовто-коричнево-повстяні, дозріваючи зелені або сіро-зелені й при зрілості від жовто-коричневих до коричнево-повстяних. Саркотеста яскраво-червона при дозріванні. Насіння довжиною 2,4–2,8 см, 1,4–1,8 см в діаметрі, від яйцевидих до кулястих, до 300 у шишці.
Цей вид відрізняється від Z. skinneri, маючи довгі листові фрагменти, від трояндово-рожевого до трояндово-оранжевого кольору і густо посріблені повстю (замість яскраво-зеленого і гладкого кольору) зростаючого листя і значно більш кулястого насіння.

## Поширення, екологія
В першу чергу острівний, узбережний, низинний ендемік регіону Бокас-дель-Торо Західної Панами, цей вид часто росте на крутих схилах в тропічному вологому лісі поряд, а іноді й нависаючи над океаном, хоча також зростає в піску вздовж пляжу. Стовбури іноді стають частково зануреними у води Карибського моря протягом різних періодів часу; отже, це один з небагатьох деревовидих замій, як відомо, по-справжньому терпимий до солоної води.

## Загрози й охорона
Здається, є мало зацікавленості в рослинах місцевими жителями у цей час, і через віддаленість і відносну недоступність, немає ніяких доказів що рослини потерпають від незаконної торгівлі. Руйнування довкілля в зоні зростання у даний час мінімальні, хоча майбутнє руйнування від потенційної курортної діяльності дають певну загрозу. Через обмежену чисельність населення і обмежену площу зростання рекомендується статус МСОП CR.